# Paisson
La paisson se compose de tout ce que les bestiaux paissent, principalement dans les forêts ; employé au Moyen Âge, c'était l'action de faire paître notamment les porcs dans les bois. La glandée et la faînée sont des droits de paisson.
Le terme « paisson » est aussi employé, notamment en Romandie, pour la quantité de fruits et de graines des arbres (glands des chênes, faînes des hêtres mais aussi graines des résineux) produite en une saison. On parle en particulier de « paissons pleines » pour les années exceptionnellement productives,.